# Gomphus pulchellus
Gomphus pulchellus är en trollsländeart som beskrevs av Selys 1840. I den svenska databasen Dyntaxa används istället namnet Gomphus flavipes. Gomphus pulchellus ingår i släktet Gomphus och familjen flodtrollsländor. IUCN kategoriserar arten globalt som livskraftig. Arten har ej påträffats i Sverige. Inga underarter finns listade i Catalogue of Life.

## Bildgalleri

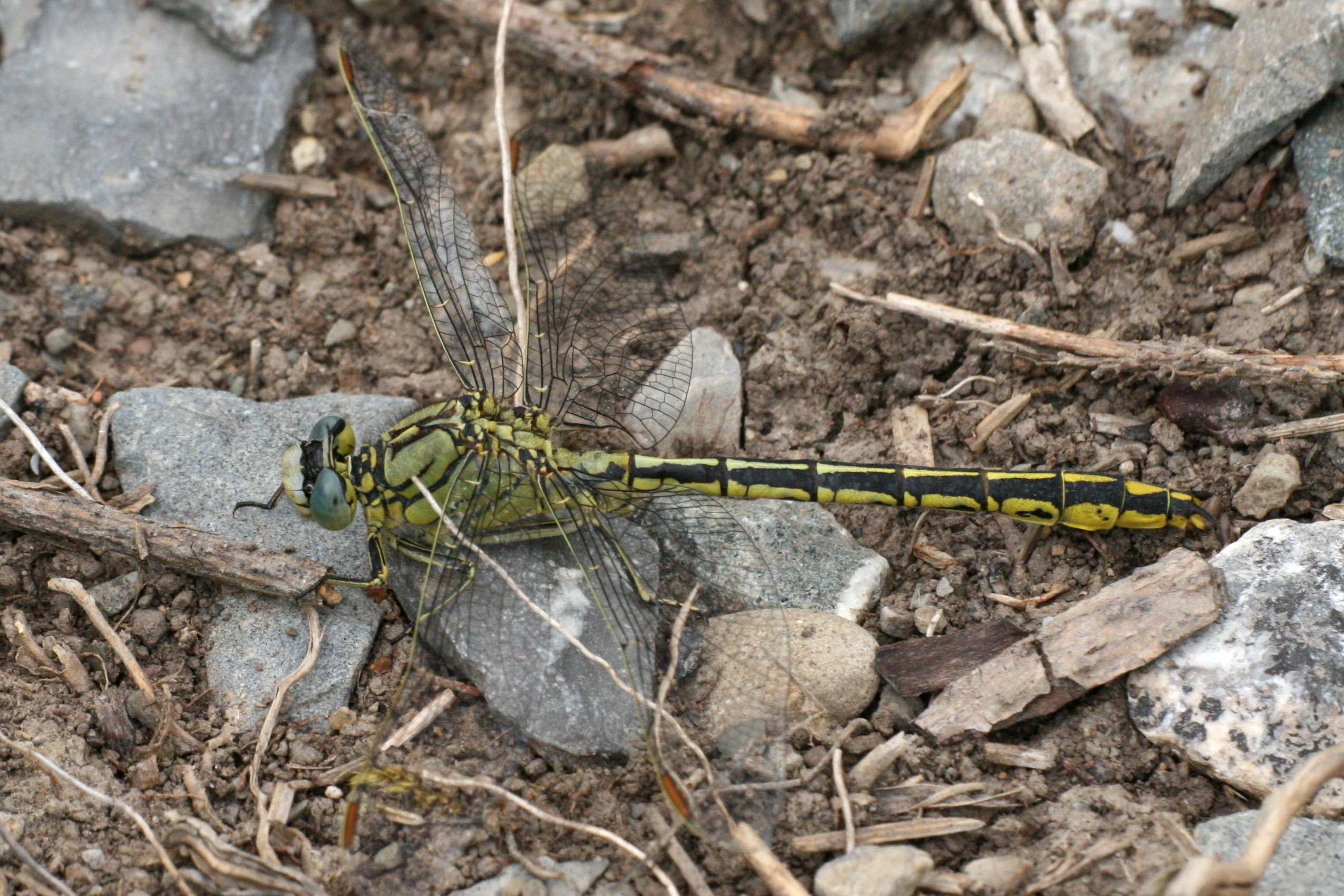
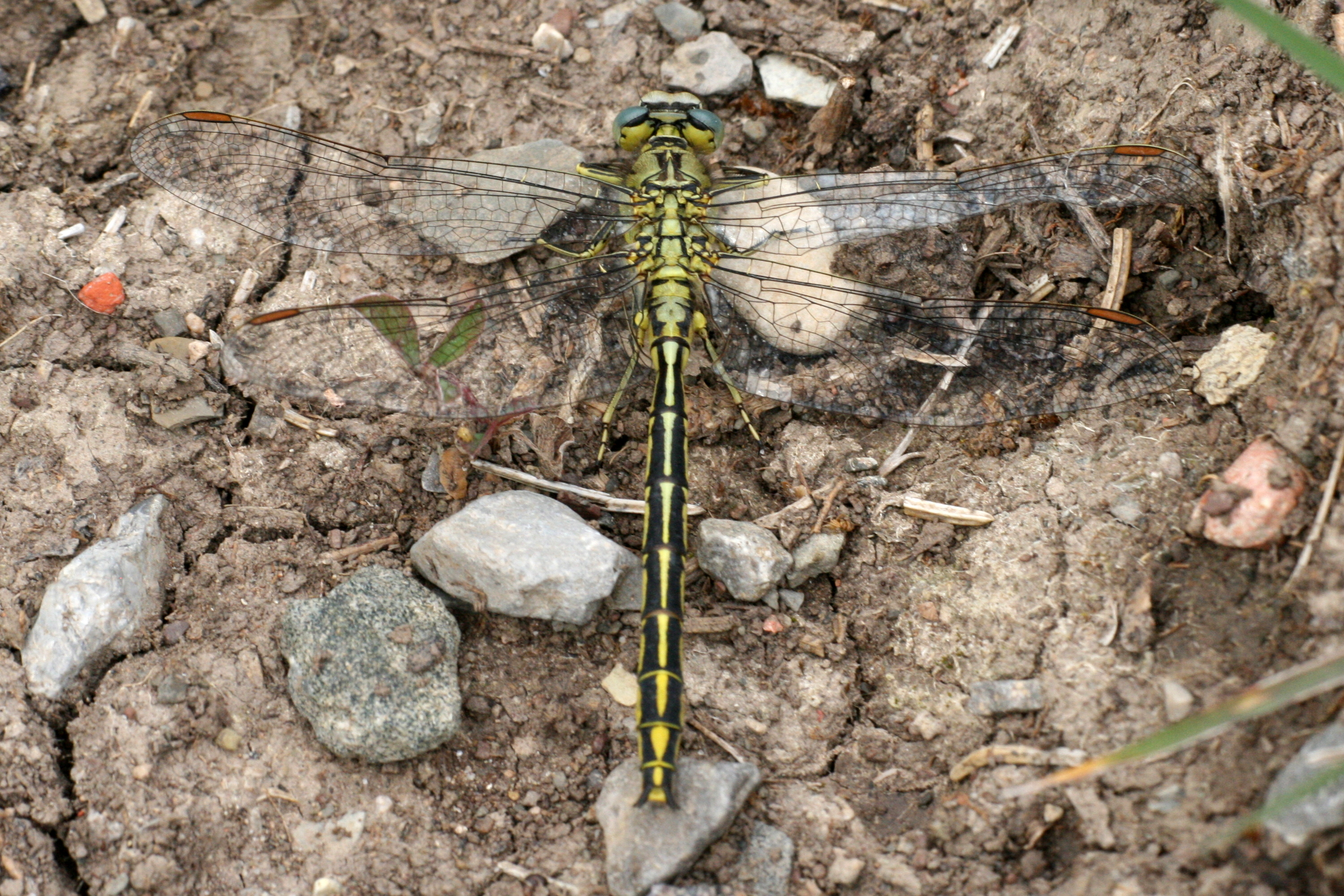
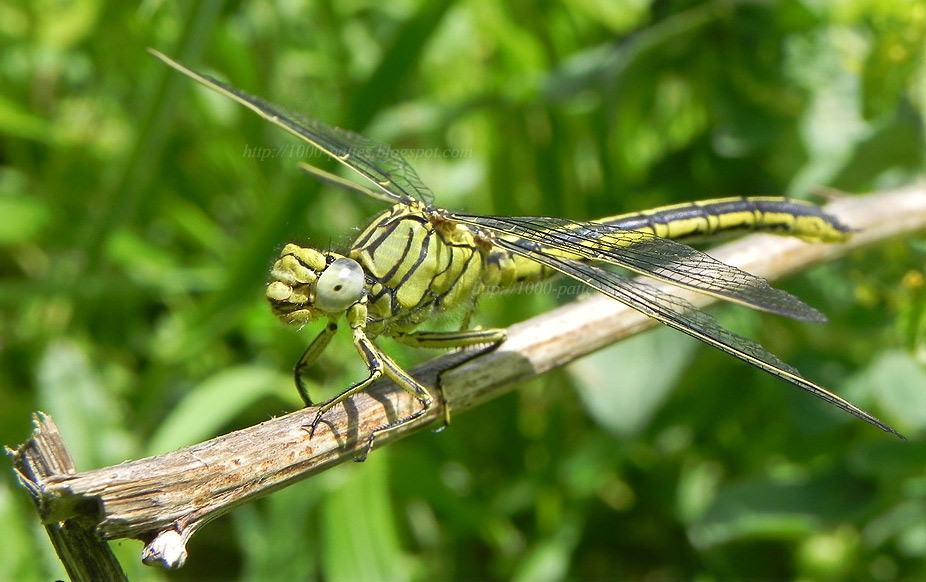
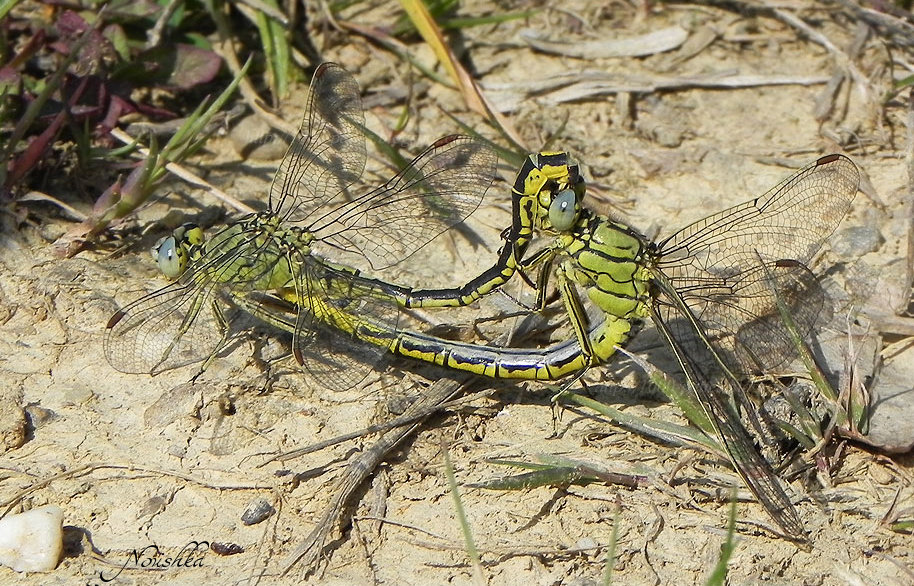
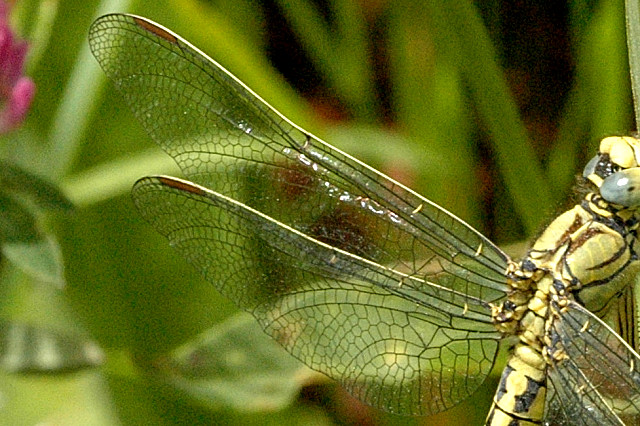
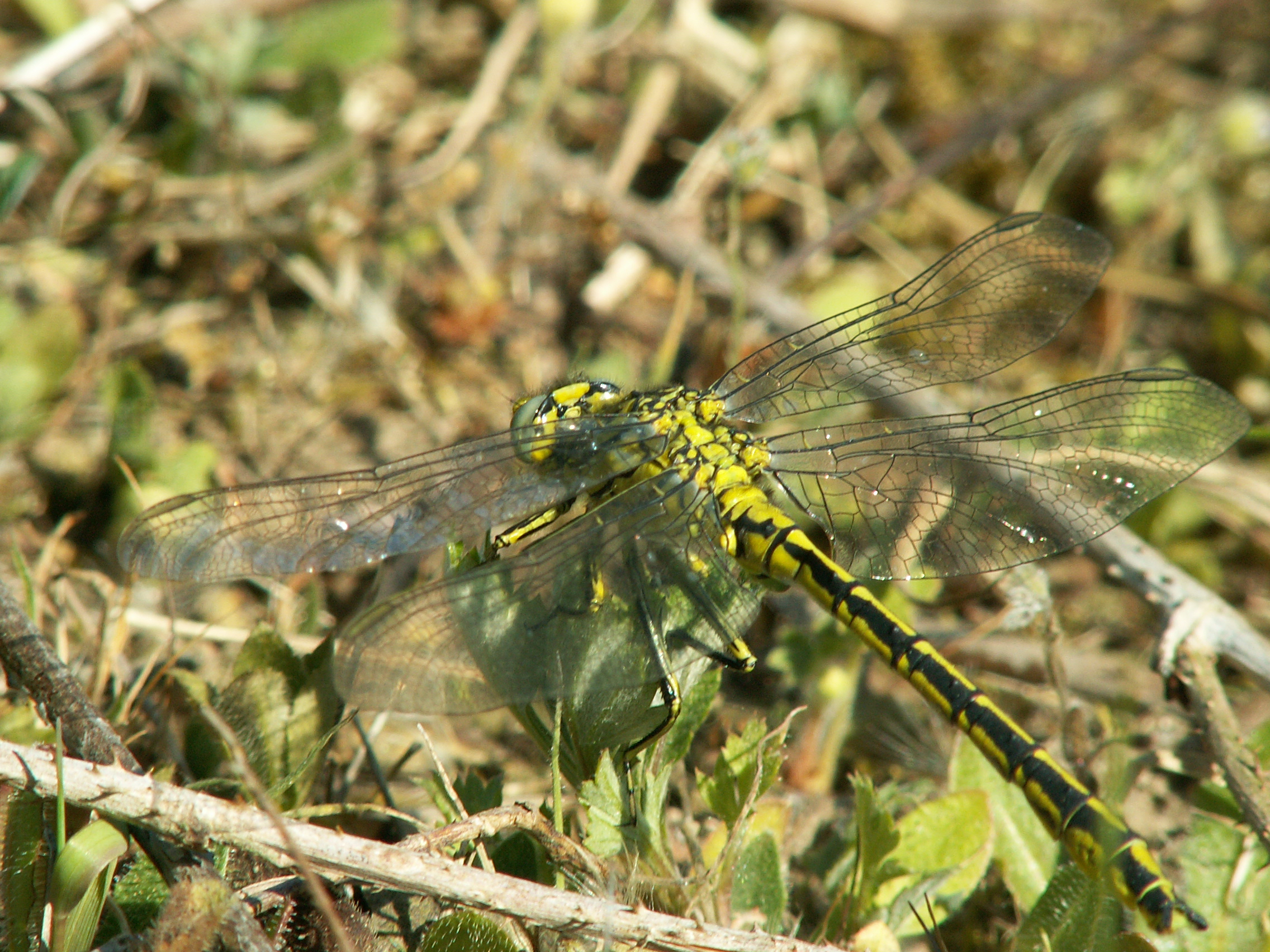